# Lucie Vondráčková
Lucie Vondráčková (conosciuta anche come Lucka; Praga, 8 marzo 1980) è una cantante, attrice teatrale e attrice cinematografica ceca, nipote di Helena Vondráčková.

## Filmografia parziale
- Snowboarďáci (2004)
- Post Coitum (2004)
- Nejasná zpráva o konci světa (1997)
- Kvaska (2007/2008)

## Discografia
- Marmelàda (1993)
- Rok 2060 (1994)
- Làska na 100 Llet
- Atlantida (1995)
- Malá mořská víla (1996)
- The best of English version (1998)
- Manon (2000)
- Mayday (2003)
- Bomerang (2005)
- Dance! (2006)
- Pelmel 1993 - 2007 (2007)
- Fénix (2008)

## Teatro
- Muzikál Excalibur (2003)